# Waternet (bedrijf)

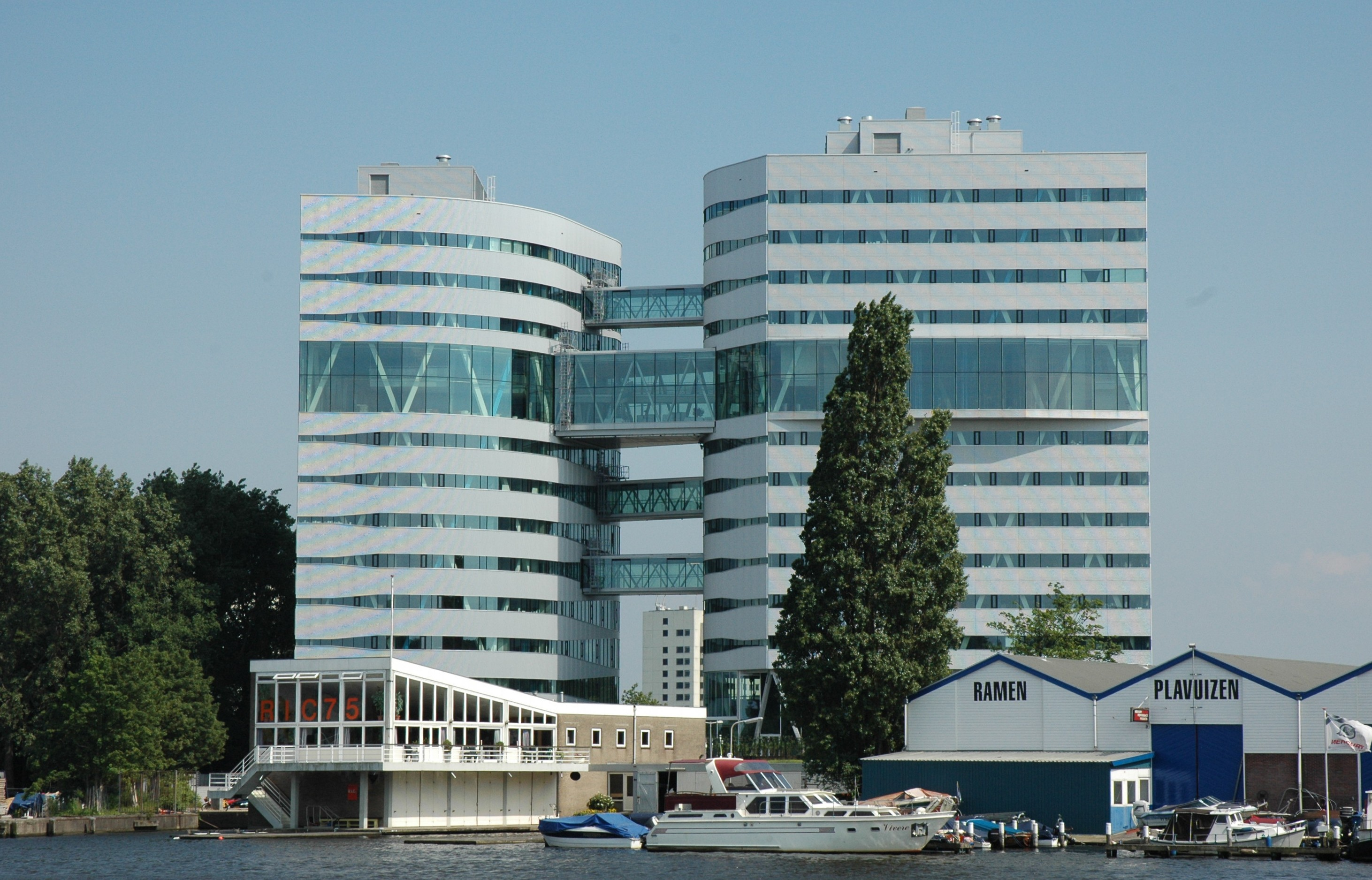
Hoofdkantoor Waternet, Amsterdam

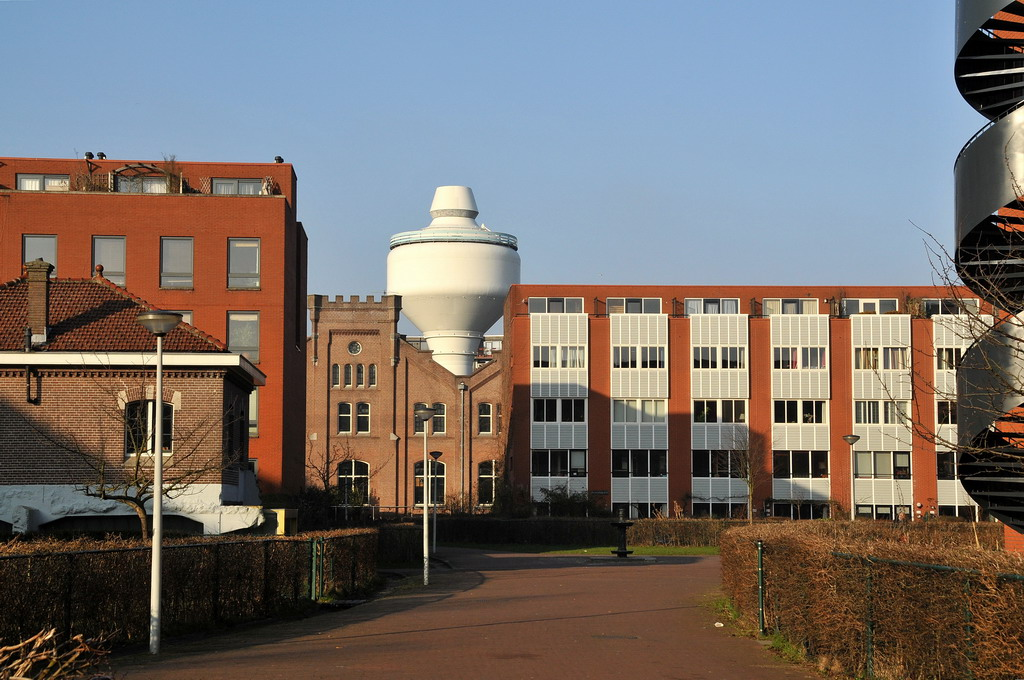
Watertoren op het vroegere waterleidingterrein aan de Haarlemmerweg in Amsterdam-West.

Waternet is een Nederlands overheidsbedrijf dat zich bezighoudt met drinkwatervoorziening, riolering en waterbeheer.

## Fusie
Stichting Waternet waaronder het bedrijf valt is in 2006 opgericht door de gemeente Amsterdam en het Waterschap Amstel, Gooi en Vecht. De gemeente Amsterdam heeft haar 'Dienst Waterbeheer en Riolering' en het 'Waterleidingbedrijf Amsterdam' tot Waternet laten fuseren. Waterschap Amstel, Gooi en Vecht heeft zijn uitvoeringsorganisatie in Waternet ondergebracht.
Het bestuur van de stichting bestaat uit de Amsterdamse wethouder voor watertaken, de dijkgraaf van het waterschap en een onafhankelijke voorzitter.
Waternet werkt voor 60 procent voor de gemeente Amsterdam en voor 40 procent voor het waterschap.
In 2023 werd bekend dat de ondoorzichtige structuur waarin Waternet zelfstandig zijn taken uitvoert voor het waterschap en de gemeente tot grote problemen heeft geleid, onder andere in de vorm van achterstallig onderhoud en financiële problemen door het onvermogen om belastingen te innen. Hierbij bleek het voor het waterschap onmogelijk om veel invloed uit te oefenen op hoe Waternet te werk gaat.
De financiële afhandeling van de waterschapsbelasting van circa 1,4 miljoen inwoners uit Amsterdam, Noord-Utrecht en het Gooi bleek niet goed te werken. Door de jarenlange financiële, organisatorische en ict-problemen werd in mei 2024 besloten om Waternet in 2025 op te splitsen en te ontmantelen. De gemeente en het waterschap gaan hun taken weer zelfstandig uitvoeren.

## Opsplitsing
Bij opsplitsing van Waternet worden de taken als volgt verdeeld:

### Taken gemeente
- drinkwater zuiveren
- rioolstelsel onderhouden
- grondwaterstanden meten
- grachten schoonhouden
- bruggen en sluizen onderhouden en bedienen

### Taken waterschap
- rioolwater zuiveren
- rivieren, kanalen, plassen schoonhouden
- zorgen voor sterke dijken
- waterpeil in polders reguleren

## Geschiedenis
In 1853 leverde de Amsterdamsche Duinwater-Maatschappij het eerste leidingwater in de stad vanuit de duinen bij Haarlem. In 1896 werd het bedrijf door de gemeente overgenomen, waarna het verder ging onder de naam Gemeentelijke Waterleidingen.

## Drinkwatervoorziening

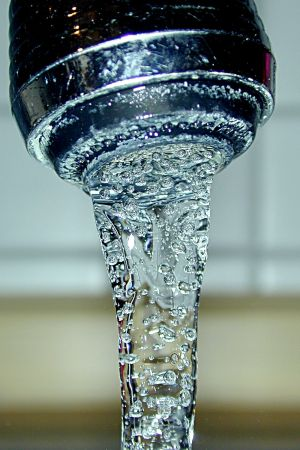
Drinkwater

Volgens Waternet gebruikt de gemiddelde Amsterdammer 22% meer drinkwater dan de gemiddelde Nederlander. Dit komt doordat in steden meer water wordt gebruikt dan op het platteland, er relatief veel kleine eenpersoonshuishoudens zijn en er woningen zonder watermeter zijn.
Waternet verzorgt de levering van drinkwater aan 1,5 miljoen mensen in de gemeenten Amsterdam, Diemen, Ouder-Amstel, Amstelveen, Gooise Meren, Heemstede en aan de luchthaven Schiphol. Het drinkwater wordt uit twee bronnen betrokken:
- De Amsterdamse Waterleidingduinen, waar voorgezuiverd Rijnwater wordt ingebracht dat samen met regenwater wordt gefilterd door het duinzand.
- De Bethunepolder, waar grote hoeveelheden grondwater van goede kwaliteit opwellen.

### Zuivering duinwater
Bij waterwinstation ir. C. Biemond (Cornelis Biemond) in Nieuwegein wordt Rijnwater ingenomen. De inname wordt gestaakt als er gevaarlijke stoffen aangetroffen worden. Het Rijnwater wordt voorgezuiverd door coagulatie onder toevoeging van ijzerchloride en door snelfiltratie in bakken met zand en grind. Het voorgezuiverde water stroomt de duinen in en zakt langzaam in de bodem waar biologische processen voor verdere zuivering zorgen gedurende 60 tot 400 dagen. Het duinwater wordt nagezuiverd door beluchting, snelfiltratie, ozonisatie, koolfiltratie en langzame zandfiltratie.

### Zuivering plassenwater
Het kwelwater uit de Bethunepolder wordt gemengd met Rijnwater en na coagulatie ongeveer 100 dagen opgeslagen in de Waterleidingplas waar het een natuurlijk zelfreinigingsproces ondergaat. Het plassenwater wordt na snelfiltratie in bakken met zand en grind nog nagezuiverd door ozonisatie, koolfiltratie en langzame zandfiltratie.

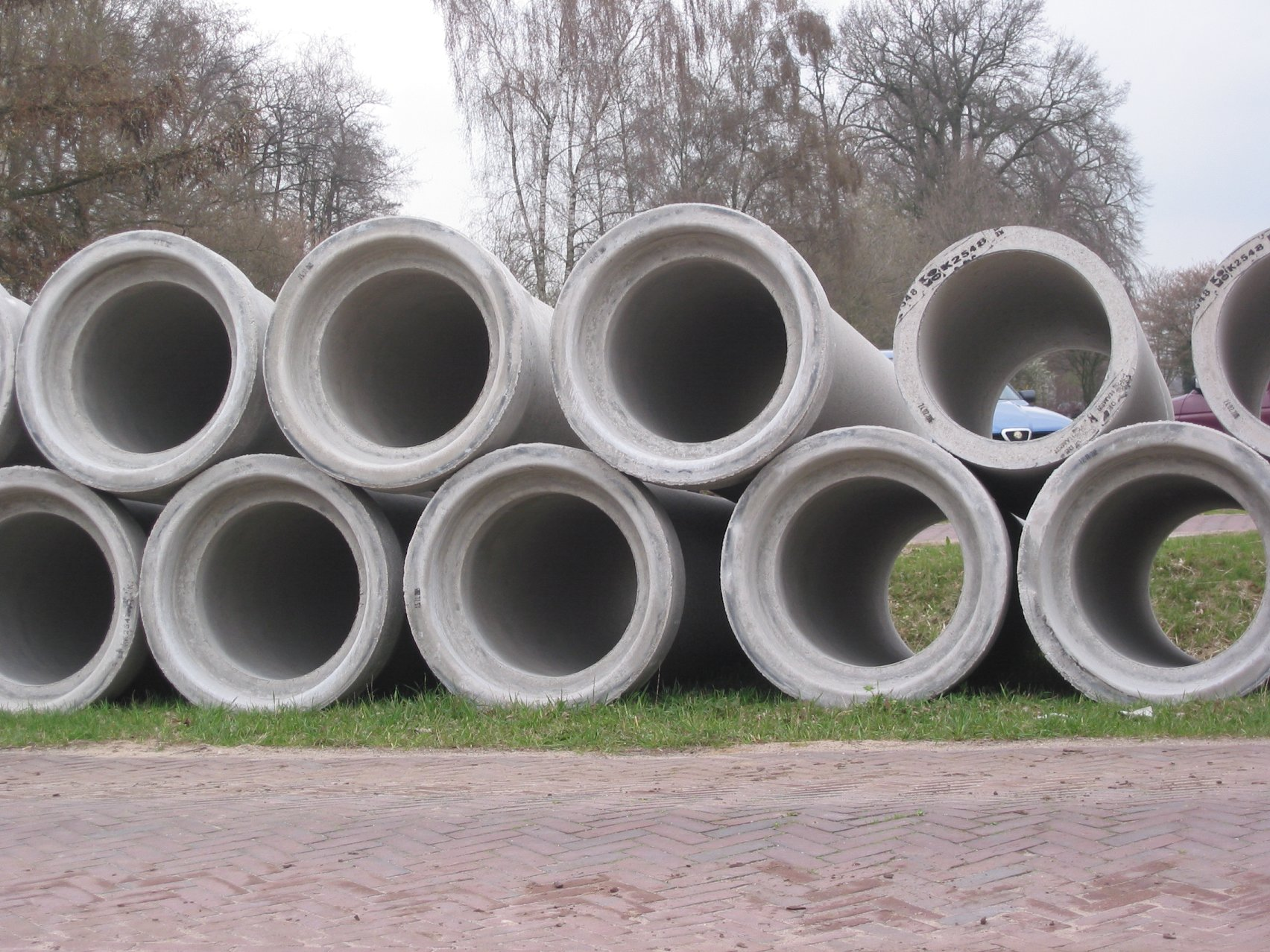
Betonnen rioolbuizen

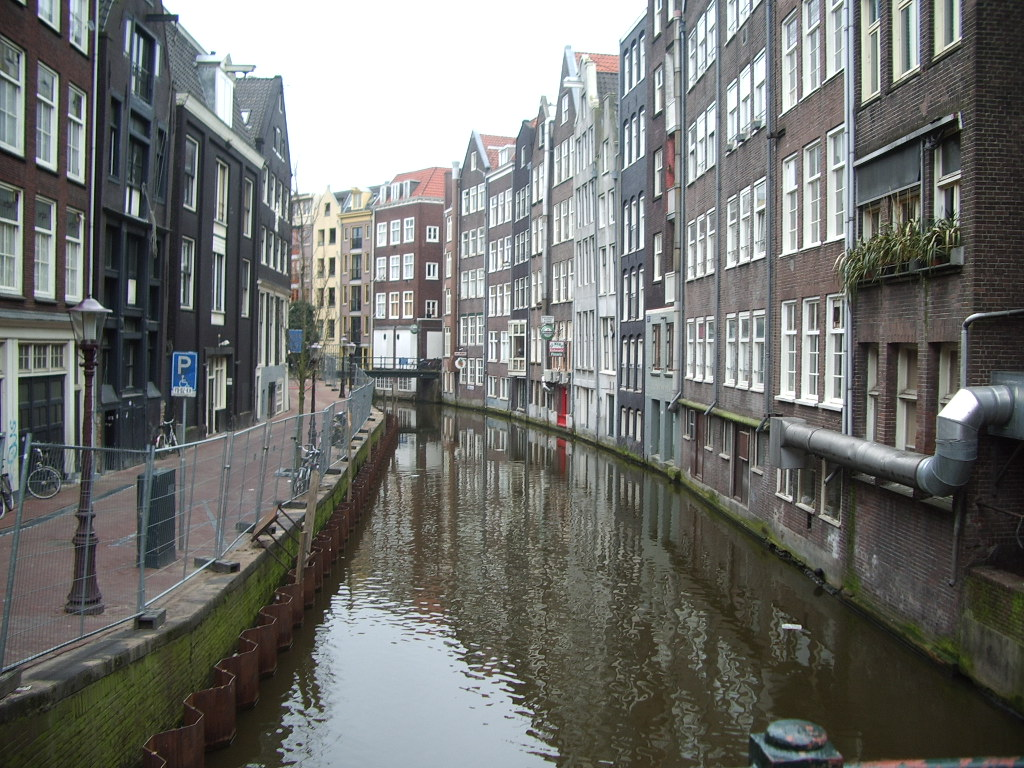
Amsterdamse gracht

### Ontharding
Door toevoeging van natronloog zet het in het water aanwezige kalk zich af op zand waarbij marmerachtige korrels ontstaan. De waterhardheid wordt zo verlaagd tot een constante 7,8 dH. Dit is zacht drinkwater.

## Afvalwater
Waternet beheert het 4.000 km lange rioolstelsel van de gemeente Amsterdam. Het afvalwater wordt in elf rioolwaterzuiveringsinstallaties gezuiverd in bezinkingstanks en door toevoeging van bacteriën die het vuil verder afbreken.

## Waterbeheer
Waternet voert het waterbeheer uit in het gebied van het waterschap Amstel, Gooi en Vecht:
- Beheer van molens, bruggen, sluizen, gemalen, dijken om de scheepvaart, de waterstand en de waterdoorstroming te regelen en om de veiligheid (droge voeten) te garanderen.
- Baggeren en drijfvuil verwijderen.
- Toezicht op waterrecreatie.

## Dienst Binnenwaterbeheer Amsterdam
Waternet heeft op 1 januari 2011 de gemeentelijke dienst Binnenwaterbeheer Amsterdam (BBA) overgenomen. Daarmee is er een dienstverlenende en handhavende organisatie ontstaan die gaat over de binnenwateren van Amsterdam en het gebied van Waterschap Amstel, Gooi en Vecht. Met ingang van 1 januari 2020 is het team Nautisch Toezicht en Handhaving van Waternet teruggeplaatst naar de gemeente Amsterdam.